# Еротофобия
Еротофобия е термин, използван от психолозите, за да опишат сексуалността в личностна скала. Високият резултат за еротофобия от единия край на скалата е характеризиран от изрази на вина и страх от секс. При еротофобите е малко вероятно да се очаква да говорят за секс, имат по-негативни реакции към нецензурен сексуален материал и правят секс по-рядко и с по-малко партньори. В противоположност еротофилите, които са на другия край на скалата, се характеризират с изразяване на по-малка вина относно секса, говорят повече за секса и имат по-положителни нагласи относно нецензурния сексуален материал.
Разбира се, от това описание не могат да се вадят генерални заключения за нечия фобия или не, поради факта, че за диагностициране на определен тип фобия си има методи, които не се базират на описание на действията на едните или другите.